# Agoliinus
Agoliinus är ett släkte av skalbaggar. Agoliinus ingår i familjen Aphodiidae.

## Dottertaxa tillAgoliinus, i alfabetisk ordning[1]
- Agoliinus albertanus
- Agoliinus aleutus
- Agoliinus amurensis
- Agoliinus anthracus
- Agoliinus aquilonarius
- Agoliinus ashworthi
- Agoliinus bidentatus
- Agoliinus canadensis
- Agoliinus congregatus
- Agoliinus corruptor
- Agoliinus cruentatus
- Agoliinus explanatus
- Agoliinus guttatus
- Agoliinus hatchi
- Agoliinus idahoensis
- Agoliinus incommunis
- Agoliinus ingenursus
- Agoliinus kiuchii
- Agoliinus lapponum
- Agoliinus leopardus
- Agoliinus malkini
- Agoliinus manitobensis
- Agoliinus morii
- Agoliinus nemoralis
- Agoliinus parastorkani
- Agoliinus piceatus
- Agoliinus piceus
- Agoliinus pittinoi
- Agoliinus plutonicus
- Agoliinus poudreus
- Agoliinus praealtus
- Agoliinus ragusai
- Agoliinus satunini
- Agoliinus satyrus
- Agoliinus setchan
- Agoliinus shibatai
- Agoliinus sigmoideus
- Agoliinus tanakai
- Agoliinus wickhami